# Hip Hop Generacija 2001
Hip Hop Generacija 2001 je nastavak Hip Hop Generacija 2000: Stop Ovisnosti. Kompilacija je izdana na dva CD-a i audio kazeti. Na kompilaciji se pojavljuju Ugly Leaders, Tram 11. Bolesna Braća, Drill Skillz, TBF, Elemental, Pol' Tone Rappa, Dino Dvornik,... Video spotovi su bili izdani za pjesme Ruke u Zrak! (RMX) i (Znaš Da) Istinu Govorim. Na unutarnjem coveru CD kutije pišu najave albuma repera i grupa s kompilacije te prošla izdanja.

## Popis pjesama

### CD 1
| R. b. | Naslov                                  | Umjetnik                                                           | Producenti             | Trajanje |
| ----- | --------------------------------------- | ------------------------------------------------------------------ | ---------------------- | -------- |
| 1.    | "Hip Hop Generation 2001 Intro Skit"    | Afrika Bambaataa                                                   |                        | 0:23     |
| 2.    | "Nuklearna"                             | Bolesna Braća                                                      | Baby Dooks             | 3:59     |
| 3.    | "Novi poredak 2001"                     | Drill Skillz, Pol' Tone Rappa, Ugly Leaders, Denno, Vibor & Peace4 | DJ Knockout            | 4:38     |
| 4.    | "Nasljeđe"                              | Tar Pit                                                            | Fastah                 | 5:25     |
| 5.    | "Lopovi"                                | Xed & Tram 11                                                      | Xed                    | 3:52     |
| 6.    | "Opalim te Golim"                       | Kamikaze                                                           | Shine                  | 5:08     |
| 7.    | "Neki Neki"                             | Nered & Dashbeatz                                                  | Dash                   | 4:12     |
| 8.    | "Faca"                                  | Dhirtee III Ratz                                                   | LJ. Čabić              | 3:32     |
| 9.    | "Zajedno Smo Jači (RMX)"                | Blackout 00                                                        | FRX                    | 3:54     |
| 10.   | "Nastavi Prat"                          | Mason, DJ Pimp & Dino Dvornik                                      | DJ Pimp                | 4:21     |
| 11.   | "Dame i Gospodo - demo (Koolade Remix)" | El Bahattee                                                        | Koolade                | 4:14     |
| 12.   | "Lako je..."                            | Grasshopper & Cass                                                 | Shot                   | 4:18     |
| 13.   | "Ludara" (Bonus)                        | Delirium                                                           | Delirium & Dinko       | 4:07     |
| 14.   | "Ruke u Zrak! (Live in Točka)" (Bonus)  | Ugly Leaders                                                       | DJ R-33 Rock & DJ Pimp | 3:11     |

### CD 2
| R. b. | Naslov                       | Umjetnik                          | Producenti        | Trajanje |
| ----- | ---------------------------- | --------------------------------- | ----------------- | -------- |
| 1.    | "About Croatian B-Boy Scene" | Afrika Bambaataa                  |                   | 0:37     |
| 2.    | "Ruke u Zrak! (RMX)"         | Ugly Leaders                      | DJ Pimp           | 3:16     |
| 3.    | "Ritam Puca"                 | Organizacija                      | Tibo              | 3:35     |
| 4.    | "Da, Da, Da"                 | Prva Petorka                      | Baby Dooks        | 5:16     |
| 5.    | "(Znaš Da) Istinu Govorim"   | DJ Pimp                           | DJ Pimp           | 4:29     |
| 6.    | "Povratak Potpisanih"        | ReelPsychodeliX & Wumah           | DJ Psycho Samurai | 4:21     |
| 7.    | "Protiv"                     | Elemental                         | Shot              | 2:42     |
| 8.    | "Pravo sa Dna"               | Pol' Tone Rappa & Maja Škufca     | DJ Knockout       | 4:02     |
| 9.    | "Jedan Ali Žedan"            | Delirium Tremens                  | Shot              | 4:38     |
| 10.   | "Mega"                       | Cro Mega                          | Koolade           | 3:00     |
| 11.   | "Rokamo Krivično"            | Krivično Djelovanje & General Woo | Koolade           | 4:10     |
| 12.   | "Manipulacije"               | TBF                               | DJ Pimp           | 7:24     |
| 13.   | "Outro Skit"                 | Afrika Bambaataa                  |                   | 0:31     |
| 14.   | "Nasljeđe (RMX)" (Bonus)     | Tar Pit                           | Fastah            | 5:25     |
| 15.   | "Ljubaf i Mržnja" (Bonus)    | Xed                               | M.Marić           | 4:39     |

## Vanjske poveznice
- Hip Hop Generacija 2001 na discogs.com